# Matthias Dworschak
Matthias Dworschak (* 8. April 1974 in Frankfurt am Main) ist ein ehemaliger deutscher Fußballspieler.

## Karriere
Vom FC Eddersheim kam Matthias Dworschak als Jugendspieler zu Eintracht Frankfurt. In der Saison 1991/92 konnte er seinen ersten Einsatz in der Oberliga Hessen für die Amateurmannschaft der Eintracht verzeichnen. Am letzten Spieltag der Saison 1994/95, Dworschak war inzwischen Stammspieler bei den Eintracht-Amateuren, gab er sein Debüt in der Bundesliga. In der darauffolgenden Saison kam er auf sieben Spiele und nach dem Abstieg 1996 auf elf Zweitligaspiele für Frankfurt. In der ersten Mannschaft durchgesetzt hatte er sich nicht. Es folgte noch während der Saison 1996/97 ein Wechsel zu Hannover 96 in die Regionalliga Nord. Mit Hannover wurde er, zum Stammpersonal gehörend, Meister der Regionalliga Nord. In den folgenden Aufstiegsspielen gegen den Meister der Staffel Nordost, Energie Cottbus, scheiterte man aber. Ein Jahr später wurde der Aufstieg in die 2. Bundesliga als erneuter Meister erreicht. Nach der ersten Spielzeit mit Hannover in der zweiten Liga wechselte Dworschak zurück nach Hessen zum Ligakonkurrenten Kickers Offenbach. Der Aufsteiger stieg direkt wieder in die Regionalliga ab. Dworschak, der im Abstiegsjahr meistens nur als Joker zum Einsatz kam, hielt dem Verein noch bis 2004 die Treue. In dieser Zeit gelang der Wiederaufstieg nicht.
Der Spieler wechselte in die Hessenliga zum 1. FC Eschborn, mit dem er souverän in die Regionalliga aufstieg. Dort war der Verein aber chancenlos und stieg mit nur 10 Punkten wieder ab. Dworschak hatte den Verein bereits während der Saison verlassen und einen Vertrag beim Oberligisten SV Lippstadt 08 unterschrieben. Nach Saisonende ging er zu Eintracht Trier in die Oberliga Südwest, wo er eine Saison spielte. Es folgte eine Tätigkeit als Spielertrainer beim Amateurklub Germania Weilbach und seit Sommer 2011 ist er verantwortlicher Trainer bei seinem Heimatverein FC Eddersheim in der Verbandsliga Hessen.

### Statistik
| Liga          | Spiele (Tore) |
| ------------- | ------------- |
| Bundesliga    | 008 0(1)      |
| 2. Bundesliga | 052 0(0)      |
| Regionalliga  | 212 (20)      |
| Wettbewerb    |               |
| DFB-Pokal     | 011 0(0)      |
| UI-Cup        | 001 0(0)      |